# 言語図書局

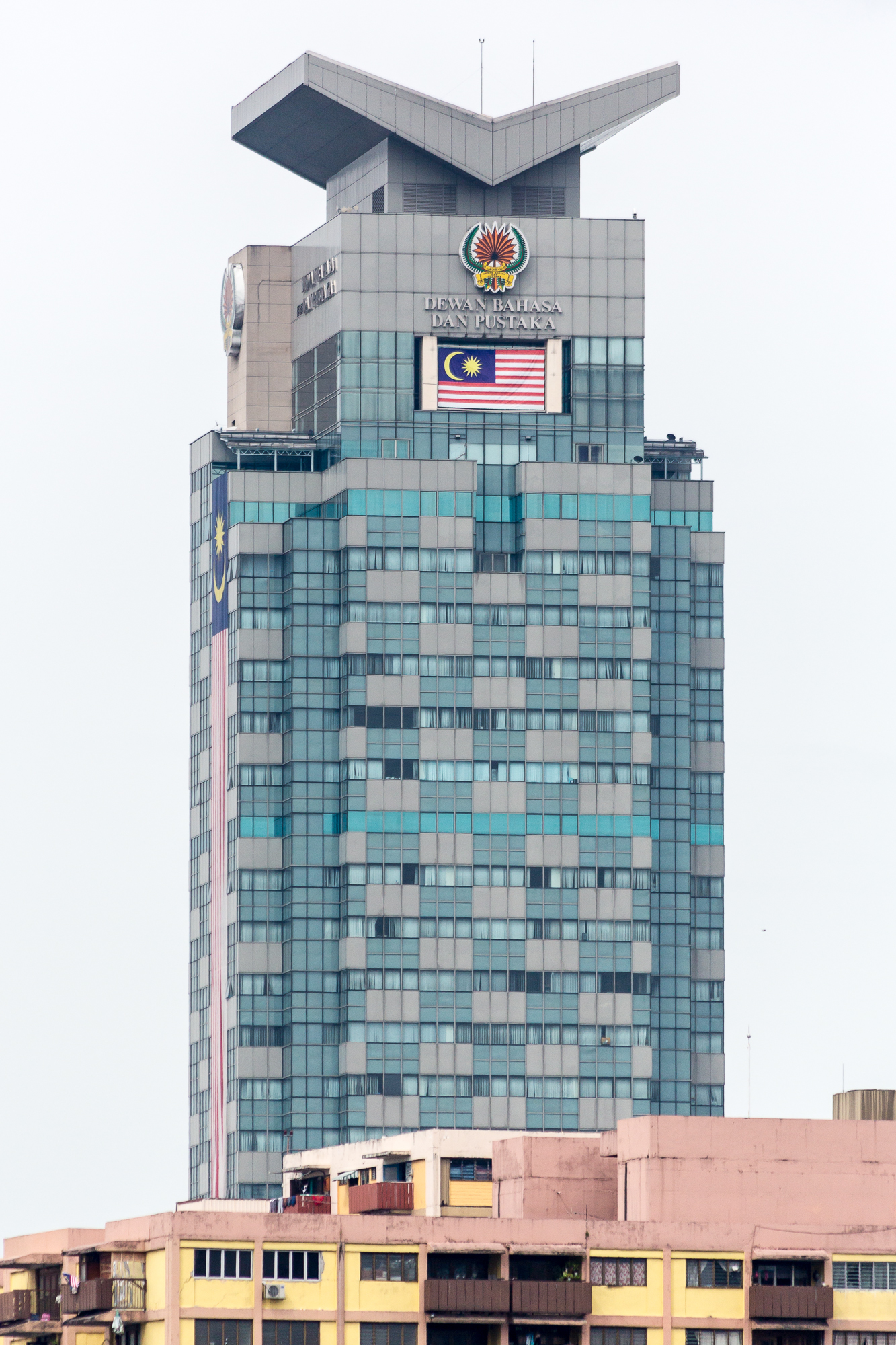
言語図書局 (2013年)

言語図書局（げんごとしょきょく、マレー語: Dewan Bahasa dan Pustaka、DBP）とは、マレーシアの国語・公用語であるマレー語の普及と地位向上を目的とする、マレーシアの政府機関である。日本語では言語図書協会とも表記される。

## 沿革
1956年、国語としてのマレー語の地位向上、マレー語文学の発展、マレー語の綴りの標準化などを担う国立の機関として設置される。2006年には、マハラジャレラ駅付近にDBPタワーが建設された。

## 活動

### マレー語の整備
言語図書局は、マレー語の正書法を整備した。また、近代的な事柄を語るための語彙がマレー語で発達していなかったことを受け、様々な分野の専門家たちとともに用語を整備した。
また、言語図書局は辞典の編纂にも取り組んでいる。1970年にはマレー語辞典『カモス・デワヌ (Kamus Dewan)』の初版を刊行し、2005年には第4版を刊行した。さらに、2020年には新しいマレー語辞典『カモス・デワヌ・プータナ (Kamus Dewan Perdana)』を刊行した。他にも、語学能力検定も実施している。

### 出版事業
言語図書局は出版社として、学習書、教養雑誌、文学作品、辞書、専門書などを出版しているが、そのほとんどはマレー語で書かれたものである。また、他言語で書かれた文学のマレー語への翻訳も行っている。他にも、マレー語の魅力をアピールしたり、マレー語で創作活動を行う人材を育成したりするために、言語・文学関連の講座や各種コンテストを開催している。
なお、マレーシアでは、教育省の管轄下で言語図書局が作成する教科書しか使用が認められていない。そのため、野元裕樹は言語図書局について「マレーシア人なら誰でもその名を聞いたことがあるし、何をやっているか具体的なイメージがわく」と述べている。

## 評価

### マレー語の整備について
2023年に、野元裕樹は言語図書局 (DBP) について「マレー語が近代言語として発達し、広く用いられるようになった現在、設立当初の規範の提示者としての役割は終わりつつあると思われる。だが、その認識は当のDBPにはないようだ。最近のDBPは誤用やことばの乱れを取り締まる『ことばポリス』的なことをしたり、語彙や文法に対して人為的な規則を提案したりして、規範の提示者であり続けようとしている」と評している。

### 出版事業について
戸加里康子は、言語図書局の誕生によりマレー語書籍の出版が活発化し、若い文学者グループが活躍するようになったと指摘するが、一方で「街中の本屋の棚に並んでいるのは、こうした純文学系の小説ではなく、表紙にハートマークが飛んでいるような恋愛小説が多い」とも指摘している。

### 英語文献
- Haslina Haroon; Melati Abdul Majid (2015). “The translation of foreign novels into Malay by Dewan Bahasa dan Pustaka”. Malay Literature 28 (1):  126-156. doi:10.37052/ml.28(1)no6.

### 日本語文献
- 塩崎悠輝「マレーシア語資料の出版状況について」『アジア情報室通報』第18号、2020年、2-7頁。
- 戸加里康子「マレー人は何を読んでいるか？ ヒカヤッから社会的文学へ」『マレーシアを知るための58章』、明石書房、2023年、203-209頁、ISBN 978-4-7503-5639-6。
- 野元裕樹「DBP (言語図書局)」『マレーシアを知るための58章』、明石書房、2023年、146-149頁、ISBN 978-4-7503-5639-6。